# Asmaa Rasheed
Asmaa Jamil Rashid es una profesora iraquí en el Centro de Estudios de la Mujer de la Universidad de Bagdad. Tiene un doctorado en sociología y está especializada en la sociología del género. Es representante de la Liga de las Mujeres Iraquíes y realizó presentaciones y talleres sobre los temas de la resistencia de la juventud a votar, la violencia doméstica, la discriminación de género en el currículo escolar, la tasa de abandono escolar de las mujeres en las áreas rurales, la limitación del matrimonio infantil, y el empleo de las mujeres viudas. También es profesora en el Centro para el Renacimiento del Patrimonio Científico árabe.

## Publicaciones
Rashid publicó numerosos artículos, incluyendo los siguientes:
- "Institutions concerned with domestic violence and counseling and support centers in Iraq Challenges and gaps" en Al-Adab Journal
- "Historical studies regarding the woman Analytical review of the historical writing in Iraq between 2008-to-1996" en Journal of Arabian Sciences
- "Factors associated with the phenomenon of marriage outside the court And the consequences of it A field study in Sadr City" en Journal Of Educational and Psychological Research
- "The social, psychological and educational problems of the displaced women in Iraq, field study in the camps of Baghdad, Ambar and Saladin provinces"
- "Mechanisms of protection of masculine power in tribal construction" en Arab Scientific Heritage Journal